# El Destructor de Ciudades
Conotocaurius (Destructor de ciudades, en Seneca: Hanödaga꞉nyas) es un apodo dado a George Washington por los pueblos iroqueses en 1753. El nombre también ha aparecido de diversas formas en los idiomas nativos, como Conotocarius, Conotocaurious, Caunotaucarius, Conotocarious, Hanodaganears o Hanadahguyus. También ha sido traducido como "Ladrón de ciudades", "Quemador de ciudades", "Devorador de ciudades", o "Aquel que destruye la ciudad".

## Historia
Washington recibió el apodo en 1753 por parte del líder seneca Tanacharison. El nombre se le dio este apodo, a finales del siglo XVII, a su bisabuelo John Washington, que había participado en la represión de los pueblos indígenas que se defendían en Virginia y Maryland. Ésta fue sufrida tanto por los miembros de la tribu Susquehannah como los de Piscataway, una tribu algonquina que vivía al otro lado del río Potomac, en Mount Vernon. Tras el asesinato de cinco jefes que habían ido a negociar con los colonos portando una bandera blanca, los Susquehannah le dieron a John Washington un nombre algonquino que se traducía como "ladrón de ciudades" o "devorador de aldeas". La reputación del ancestro de Washington no fue olvidada, y al toparse con su bisnieto en 1753, le llamaron de esta forma también.
Washington también se llamó a sí mismo como "Conotocaurious", en una carta que le escribió a Andrew Montour el 10 de octubre de 1755. En ella, intentaba manipular a los Oneida para que se reasentasen en el Potomac:
"Dale recuerdos de mi parte a nuestro buen amigo Monacatootha; diles lo feliz que haría a Conotocaurious la oportunidad de estrecharles la mano en Fort Cumberland, y lo mucho que le alegraría tratarlos como hermanos de nuestro Gran Rey más allá de las aguas."
En 1779, durante la Guerra de Independencia, bajo las órdenes de Washington, la Expedición Sullivan destruyó más de 40 aldeas iroquesas en Nueva York, parcialmente en respuesta al papel de los iroqueses en los ataques al Valle de Wyoming, en julio de 1778, y al Valle de Cherry, en noviembre de 1778. En 1790, el jefe de los seneca, Cornplanter, le escribió al presidente Washington: "Cuando tu ejército entró en el país de las Seis Naciones, te llamamos el Destructor de Ciudades. Todavía hoy, cuando se escucha tu nombre, nuestras mujeres voltean la vista y palidecen, y nuestros niños se aferran al cuello de sus madres." 